# Nancy Feldman
Nancy Goodman (Highland Park, Illinois, 4 de octubre de 1922-Tulsa, Oklahoma, 17 de febrero de 2014) fue una activista del derecho civil y educadora estadounidense.
Feldman enseñó en la Universidad de Tulsa durante treinta y siete años y dio numerosas conferencias en los Estados Unidos y a nivel internacional. Feldman fue incluida en el salón de la fama de las Mujeres de Oklahoma en 1995. Su abogacía para la expansión del arte y la educación en las escuelas públicas de Tulsa es uno de sus legados más importantes. Feldman y su marido viajaron a algunas de las ubicaciones más remotas en el mundo tras su jubilación y trabajaron para conectar Tulsa con el mundo a través de la Alianza Global de Tulsa.